# Douglas C-124 Globemaster II
Douglas C-124 Globemaster II – amerykański czterosilnikowy samolot transportowy opracowany pod koniec lat 40. przez Douglas Aircraft Company na podstawie wywodzącego się jeszcze z II wojny światowej Douglas C-74 Globemaster.

## Historia
W nocy z 23 na 24 czerwca 1948 roku Związek Radziecki rozpoczął blokadę zachodnich sektorów Berlina. Zablokowanie lądowych szlaków komunikacyjnych z Berlinem zmusiło zachodnie mocarstwa do rozpoczęcia akcji zaopatrywania miasta z wykorzystaniem mostu powietrznego. Zaopatrzenie, żywność, dobra konsumpcyjne, wszystko to co niezbędne do funkcjonowania aglomeracji miejskiej dostarczane było na pokładach samolotów transportowych. Ciężar lotów wzięły na swoje barki pamiętające czasy II wojny światowej Douglas C-54 Skymaster i Douglas C-47 Skytrain. Wykorzystanie pojedynczego egzemplarza samolotu Douglas C-74 Globemaster, którego ładowność wielokrotnie przewyższała pozostałe używane samoloty, unaoczniły United States Air Force (USAF) potrzebę posiadania dużego samolotu transportowego, operującego w skali globalnej. Wychodząc naprzeciw potrzebom USAF Douglas zaprojektował nową maszynę transportową. Aby przyśpieszyć prace i obniżyć potencjalne koszty związane budową nowego samolotu cały projekt oparty został na konstrukcji C-74. W tym celu pojedynczy egzemplarz Globemastera o numerze seryjnym 42-65406 (był to piąty wybudowany przez Douglasa C-74) został odpowiednio przebudowany. Powiększono kadłub i wzmocniono podwozie przystosowując je do zwiększonego ciężaru samolotu. Pod kabiną pilotów zamontowano duże, otwierane hydraulicznie na boki, dwuczęściowe drzwi towarowe. Po ich otwarciu i opuszczeniu rampy składającej się z dwóch szyn, po nich na pokład mogły wjeżdżać transportowane pojazdy. Tuż za krawędzią spływu skrzydła umieszczono w kadłubie windę składającą się z opuszczanej na ziemie platformy, którą można było na pokład załadunkowy transportować przewożone ładunki. Praktycznie bez zmian pozostawiono skrzydła, usterzenie i silniki Pratt & Whitney R-4360-49. Tak zmodernizowany egzemplarz, oznaczony jako YC-124 został oblatany 27 listopada 1949 roku. Testy nowej maszyny trwały przez kolejne cztery lata. W lipcu 1954 roku, po zdemontowaniu wyposażenia badawczego samolot został przekazany USAF. W międzyczasie wymieniono w nim silniki na Pratt & Whitney R-4360-35A, tak zmodyfikowany samolot, jeszcze przed dostarczeniem go siłom powietrznym oznaczono jako YC-124A. Nowa maszyna, stworzona na bazie głębokiego przeprojektowania C-74, po którym odziedziczyła nazwę, po raz pierwszy wzniosła się w powietrze 27 listopada 1949 roku. W maju roku następnego dostarczono pierwsze C-124 do USAF. Na przestrzeni pięciu lat zakupiły one 448 Globemasterów II.
C-124 wykonywały misje transportowe podczas dwóch wojen: koreańskiej (wówczas był to jedyny samolot mogący przewozić ciężkie pojazdy wojsk lądowych) i wietnamskiej, transportowały wojska do Europy w czasie kryzysu berlińskiego. Umożliwiały także dostarczenie pomocy humanitarnej do Chile czy Maroka oraz ewakuację uchodźców z Konga.
Służba Globemasterów II dobiegła końca w połowie lat 70. Do dziś przetrwało osiem egzemplarzy.